# Rhamnus dalianensis
Rhamnus dalianensis là một loài thực vật có hoa trong họ Táo. Loài này được S.Y. Li & Z.H. Ning miêu tả khoa học đầu tiên năm 1988.